# Georges Gurvitch
Georges Gurvitch, nato Georgij Davidovič Gurvič (in russo Георгий Давидович Гурвич?; Novorossijsk, 11 novembre 1894 – Parigi, 12 dicembre 1965), è stato un sociologo russo naturalizzato francese, ha contribuito alla fondazione della sociologia del diritto.
Influenzato dal pensiero marxista e dalle teorie sociologiche di Émile Durkheim, elaborò tre idee fondamentali: pluralismo giuridico, teoria dei fatti normativi e idea del diritto sociale.
Definì microsociologia l'interpretazione e la classificazione di una serie di manifestazioni, costituenti le componenti più elementari delle strutture sociali. Sebbene elementari, queste manifestazioni sono già complete di tutti i livelli della realtà sociale.

## Opere
- Sociologia del diritto, Milano, 1967
- Il controllo sociale, Roma, Armando Ed., 1997, ISBN 9788871447742
- La dichiarazione dei diritti sociali (a cura di A. Scerbo), Rubbettino, 2004, ISBN 9788849809107
- Sociologia del teatro, Kurumuny, 2011, ISBN 9788895161563
- Dialettica e sociologia, città nuova editrice  1968